# Max Ebbecke
Julius Max Ebbecke (* 17. Juni 1882 in Gammertingen, Hohenzollernsche Lande; † 25./26. April 1945 in Berlin-Lichterfelde) war ein deutscher Jurist und Wirtschaftsfunktionär.

## Leben und Tätigkeit
Ebbecke war der Sohn des Reichsgerichtsrats Julius Ebbecke. Er besuchte Gymnasien in Cottbus, Halle und Berlin. Anschließend studierte er Rechtswissenschaften in Freiburg, Bonn und Berlin. 1903 legte er das Referendarexamen und nach dem Juristischen Vorbereitungsdienst 1909 das Assessorexamen ab.
Ab 1910 war Ebbecke Syndikus bei Stinnes in Mülheim. 1911 war er bei der RWE in Essen beschäftigt. 1912 wechselte er zu Benz & Cie. in Mannheim. Seit Mai 1916 war Ebbecke beim Märkischen Elektrizitätswerk in Berlin angestellt.
1923 trat Ebbecke in die Elektrische Licht- und Kraftanlagen AG Berlin ein, einer wichtigen Finanzierungsgesellschaftstochter von Siemens. Während der NS-Zeit war Ebbecke Vorstandsmitglied und zuletzt sogar Vorstandsvorsitzender bei der Elektrischen Licht- und Kraftanlagen AG. In dieser Funktion nahm er an den wirtschaftsrechtlichen Ausschüssen der Akademie für Deutsches Recht teil und war in der Reichsgruppe Industrie aktiv. Daneben gehörte er auch dem elitären Deutschen Herrenklub an.
In der kurzen Skizze zu ihm in der Quellenedition zur Akademie für Deutsches Recht heißt es, dass er, „wie seine Äußerungen in mehreren Akademieausschüssen zeigen“ würden, „dem Nationalsozialismus sehr distanziert gegenübergestanden“ haben dürfte.